# DM SAT
DM SAT Fernsehen ist ein serbischer Musiksender mit Sitz in Požarevac, Serbien und in Wien, der im Dezember 2005 seinen Betrieb aufgenommen hat.

## Geschichte
Sehr schnell entwickelte sich der Sender in allen Nachfolgestaaten Ex-Jugoslawiens, der dazugehörigen Diaspora weltweit und in den benachbarten Balkanländern bei vielen Zuschauer zu einem sehr beliebten Programm. Inhaberin und Geschäftsführerin des TV-Senders ist die Sängerin Dragana Mirković. Zusammen mit ihrem Ehemann, dem österreichischen Geschäftsmann Anton Bijelić, leitet sie den Sender.
DM SAT Fernsehen hat mit der Arbeit im Dezember 2005 begonnen, aber unter jetzigem Namen wurde es ein paar Monate später bekannt.
Sitz des Senders ist Wien (Österreich). Produziert wird jedoch größtenteils in Požarevac (Serbien).

## Verbreitung
Kabel

DM Sat ist auf dem Balkan größtenteils mit dem Kabelfernsehen zu erreichen.
Satellit

DM Sat ist Über Satellit europaweit empfangbar. Genutzt werden derzeit die Satelliten Eutelsat 16A, INTELSAT 10-02 (1° West), HELLAS SAT 2 (39° Ost) und der Thor 6.
IPTV

DM Sat ist über die gängigen IPTV Anbieter verfügbar (Deutsche Telekom, Unitymedia etc.) und auf nationaler Ebene auf dem Balkan bei verschiedenen Anbietern erreichbar.
Zudem ist das Programm von DM Sat über die Online-Plattform Zattoo buchbar.

## Programm
Die Leitidee der Geschäftspolitik war, dass mit Hilfe des Fernsehens eine positive Atmosphäre geschaffen wird, die über Grenzen hinausgeht und Menschen verbinden sollte. Eine Besonderheit ist die Möglichkeit für die Zuschauer aktiv per SMS auf die Programmgestaltung einzuwirken.
Im Rahmen eines 24-Stunden-Programms werden folgende Sendungen aus der Eigenproduktion ausgestrahlt:
- ´Maximal entspannt´(Maksimalno opušteno)
- ´Die Nachrichten aus der Promiwelt´ (Estradne vesti)
- ´Reportage´ (Reportaža)
- ´Die schönere Seite der Welt´ (Lepša strana sveta)
- ´Warum nicht?´ (Što da ne)
- ´Ein Abend mit...´ (Veče sa..)
- ´Sternenpfad´(Zvezdana staza).

Im Rahmen des Fernsehsenders wurde auch eine Musik-Videoproduktion gegründet, mit dem Ziel eigene Musikvideos zu erstellen.
Unter den wichtigsten Preisen, die der DM SAT Produktion verliehen wurden, gehören die Preise für die Videoproduktion einiger Musikvideos auf den internationalen Festspielen Grand Prix Victoria 2008 und zwei Preise des Grand Prix Victoria 2010 sowie zwei Preise der ITB Berlin.